# Nipponomysis longipes
Nipponomysis longipes är en kräftdjursart som först beskrevs av Murano 1977.  Nipponomysis longipes ingår i släktet Nipponomysis och familjen Mysidae. Inga underarter finns listade i Catalogue of Life.